# کاخ‌های سلطنتی ابومی
کاخ‌های سلطنتی ابومی
این مکان در سال ۲۰۰۷ در میراث جهانی یونسکو به ثبت رسید.
کاخ‌های سلطنتی ابومی در یک منطقه ۴۰ هکتاری در قلب شهر ابومی در بننین که قبلاً پایتخت پادشاهی غربی آفریقا داهومی قرار دارد.
این کاخ می‌توانست تا ۸۰۰۰ نفر را جای دهد که شامل یک ساختمان دو طبقه به نام «خانه کوهری» یا «آکوچو» بود.